# Bojan Zulfikarpašić
Bojan Zulfikarpašić (Servisch Cyrillisch: Бојан Зулфикарпашић), artiestennaam Bojan Z. (Belgrado, 2 februari 1968) is een Servische jazzpianist.

## Biografie
Bojan Z begon op zijn vijfde piano te spelen, in Zemun. Als tiener speelde hij in jazzgroepen in Belgrado, in 1989 kreeg hij een prijs als 'beste jonge jazzmusicus'. In 1986 studeerde hij drie maanden bij Clare Fischer tijdens het Blue Lake Fine Arts Camp in Michigan. Hij speelde tijdens zijn militaire dienst in het toenmalige Joegoslavië in een legerband. In 1988 verhuisde hij naar Parijs, waar hij speelde in Azur Quartet (met Henri Texier en Michel Portal) en de groep van Marc Buronfosse (met Noël Akchoté, Julien Lourau en Magic Malik).
In 1993 verscheen van zijn eigen kwartet zijn debuutalbum (op Label Bleu), twee jaar later gevolgd door Yopla!. In 1999 werkte hij in een multi-etnische groep, Koreni, met musici als Karim Ziad (uit Algerije), Kudsi Erguner (Turkije) en Vlatko Stefanovski (Macedonië). Zijn solo-pianoalbum Solobsession (2001) leverde hem meer wereldwijde bekendheid op, in 2003 nam hij een plaat met een trio op, Transpacifik, gemaakt met Scott Colley en Nasheet Waits. Ook op Xenophonia (2006) werkte hij met een trio: Ben Perowsky resp. Ari Hoenig op drums en Remi Vignolo op contrabas.
Bojan Z. combineert vaak de akoestische piano met een (elektrische) Fender Rhodes, en soms speelt hij ze tegelijk. Op Xenophobia speelt hij "Xenophone", een zelf uitgevonden instrument, gebaseerd op een Fender Rhodes.
In 2002 werd Bojan Zulfikarpašić door de Franse regering de titel Chevalier de l'ordre des Arts et des Lettres toegekend, tevens kreeg hij dat jaar een Prix Django Reinhardt. In 2005 kreeg hij de Hans Kollerprijs ('Beste Europese jazzmusicus').
Bojan Z. won twee keer een Victoires du Jazz, in 2007 voor "Xenophonia" en in 2013 voor "Soul Shelter".
In 2008 ging hij ook werken als arrangeur en producer, zo werkte hij samen met Michel Portal en zangeres Amira Medunjanin.

## Discografie
Als leider, solo, duo:
- Bojan Z Quartet (1993)
- Yopla! (1995)
- Koreni (1999)
- Solobsession (2001)
- Transpacifik (2003)
- Xenophonia (2006)
- Humus (2010)
- Soul Shelter (2012)
- Le Duo - met Julien Lourau (2014)
- Housewarming met Nils Wogram (2016)

Als 'sideman':
- Jacques Bolognesi Big Band, Caravanserail (OMD 1988)
- Vincent Courtois, Turkish Blend (Al Sur 1992)
- Sylvain Beuf quartet, Impro Primo (Big Blue Records 1993)
- Henri Texier Azur quartet, An Indian's Week (Label Bleu 1993)
- Sarajevo suite, Deux Z / L'empreinte digitale (1994)
- Henri Texier Sonjal septet, Mad Nomad(s) (Label Bleu 1995)
- Michel Portal, Dockings (Label Bleu 1997)
- Simon Spang-Hanssen, Instant Blue (Storyville 1997)
- Nguyên Lê, Maghreb  Friends (ACT 1997)
- Henri Texier Azur quintet, Mosaïc Man (Label Bleu 1998)
- Karim Ziad, Ifrikyia (ACT 2000)
- Julien Lourau, The Rise (Label Bleu 2001)
- Henri Texier Azur quintet, String Spirit (Label Bleu 2002)
- Nguyên Lê, Purple-celebrating Jimi Hendrix (ACT 2002)
- Marimanga Trio (Gramofon 2004)
- Julien Lourau, Fire and Forget (Label Bleu 2005)
- Julien Lourau, Karim Ziad, BoZilo LIVE (JMS 2009)
- Amira Medunjanin,Amulette (World Village 2011)
- Michel Portal, Bailador (Universal Jazz 2012)
- Amira Medunjanin,Silk & Stone (World Village 2014)
- Nenad Vasilic Trio,Wet Paint (Galileo Music 2016)
- Amira Medunjanin,Damar (World Village 2016)